# روبرتو دپی تری
روبرتو دپی تری (انگلیسی: Roberto Depietri; ۱۰ اکتبر ۱۹۶۵ – ۴ ژوئن ۲۰۲۱) بازیکن فوتبال اهل آرژانتین بود.
از باشگاه‌هایی که در آن بازی کرده‌است می‌توان به باشگاه فوتبال جیمناسیا لاپلاتا اشاره کرد.